# 千葉サドル
千葉 サドル（ちば サドル、8月13日 - ）は、漫画家、イラストレーター。福岡県出身。

## 作品リスト

### 漫画
連載作品
- がっこうぐらし!（原作：海法紀光、まんがタイムきららフォワード)
  - がっこうぐらし！ 〜おたより〜（原作：海法紀光、まんがタイムきららフォワード)
- アイドルマスター シンデレラガールズ あんさんぶる!（原作：バンダイナムコゲームス、脚本：樫葉ハルキ、ヤングガンガン）

### 挿絵
シリーズ作品
- ありすとBOBO（著：川崎康宏、GA文庫）全2巻
- 斬光のバーンエルラ（著：穂村元、MF文庫J）全4巻
- ヒメゴトシステム（著：神崎リン、角川スニーカー文庫）全2巻
- ロイヤル☆リトルスター（著：餅月望、スーパーダッシュ文庫）全2巻
- 〈日日日×千葉サドル〉シリーズ（著：日日日、講談社BOX）既刊4巻
  - 平安残酷物語
  - のばらセックス
  - 図書館パラセクト
  - はこぶねエトランゼ

その他
- 欠落フェティシズム（著：日野イズム、ガンガンノベルズ）
- 臆病な僕と噛みまくりの魔女（著：ゆうきりん、ファミ通文庫）
- サカサマホウショウジョ（著：大澤誠、スーパーダッシュ文庫）

### イラスト
ウェブサイト
- 「自由」（ガンガンONLINE 2009年9月24日）
- 「自由」（ガンガンONLINE 2010年12月9日）

アンソロジー
- もしかして:はいてない!?（2011年3月5日）
- 魔法少女まどか☆マギカ アンソロジーコミック1巻（2011年9月12日）
- けいおん!ストーリーアンソロジーコミック（2011年11月26日）
- 公式コミックアンソロジー とある科学の超電磁砲 featuring とある魔術の禁書目録（2013年7月27日）
- ぼっち・ざ・ろっく! アンソロジーコミック1巻（2022年10月27日）
- あーしとわたし。 ギャル×百合アンソロジー（2023年6月9日）
- 紫雲寺家の子供たち2巻 公式アンソロジー付き特装版（2023年7月14日）

ゲーム
- 晴空物語（Vector） キャラクターイラスト

アニメ
- あんハピ♪（2016年） 第6話エンドカード
- ご注文はうさぎですか？ BLOOM（2020年） 第7話エンドカード
- かぎなど（2021年） 第6話エンドカード

### ゲーム
- きららファンタジア（キャラクターデザイン、監修）

### 画集
- 千葉サドル画集 After School（2020年1月、芳文社、ISBN 978-4-8322-7151-7）